# Cầu Cổng Tokyo
Cầu Cổng Tokyo (tiếng Nhật: 東京ゲートブリッジ, trong đó ゲート là phiên âm của gate trong tiếng Anh nghĩa là "cổng" và ブリッジ là phiên âm của từ bridge cũng trong tiếng Anh nghĩa là "cầu"), tên khác là Cầu Khủng long (恐竜橋), là một cây cầu trên vịnh Tokyo, nối Wakasu của Koto, Tokyo với vùng lấn biển ngoài đê trung ương. Cầu Cổng Tokyo là kiểu cầu khung, dài 2618 mét, rộng 24 mét, gầm cầu chỗ cao nhất là 24 mét, đỉnh cầu chỗ cao nhất là 87,8 mét. Việc thi công cây cầu kéo dài từ năm 2002 đến năm 2011. Ngày 12 tháng 2 năm 2012, cầu được thông xe.

## Hình ảnh

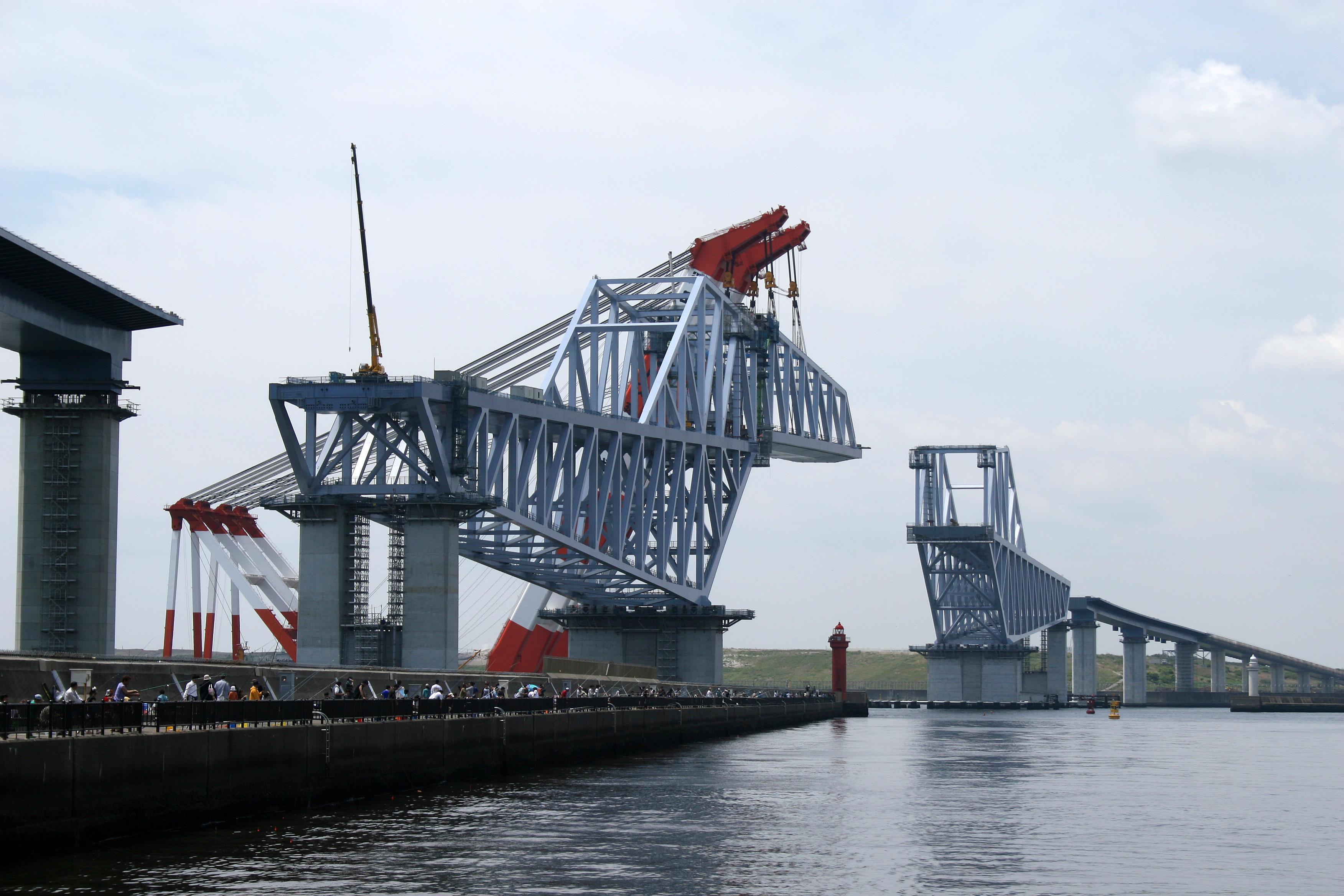
Cầu Cổng đang xây dựng (Tháng 5 năm 2010)
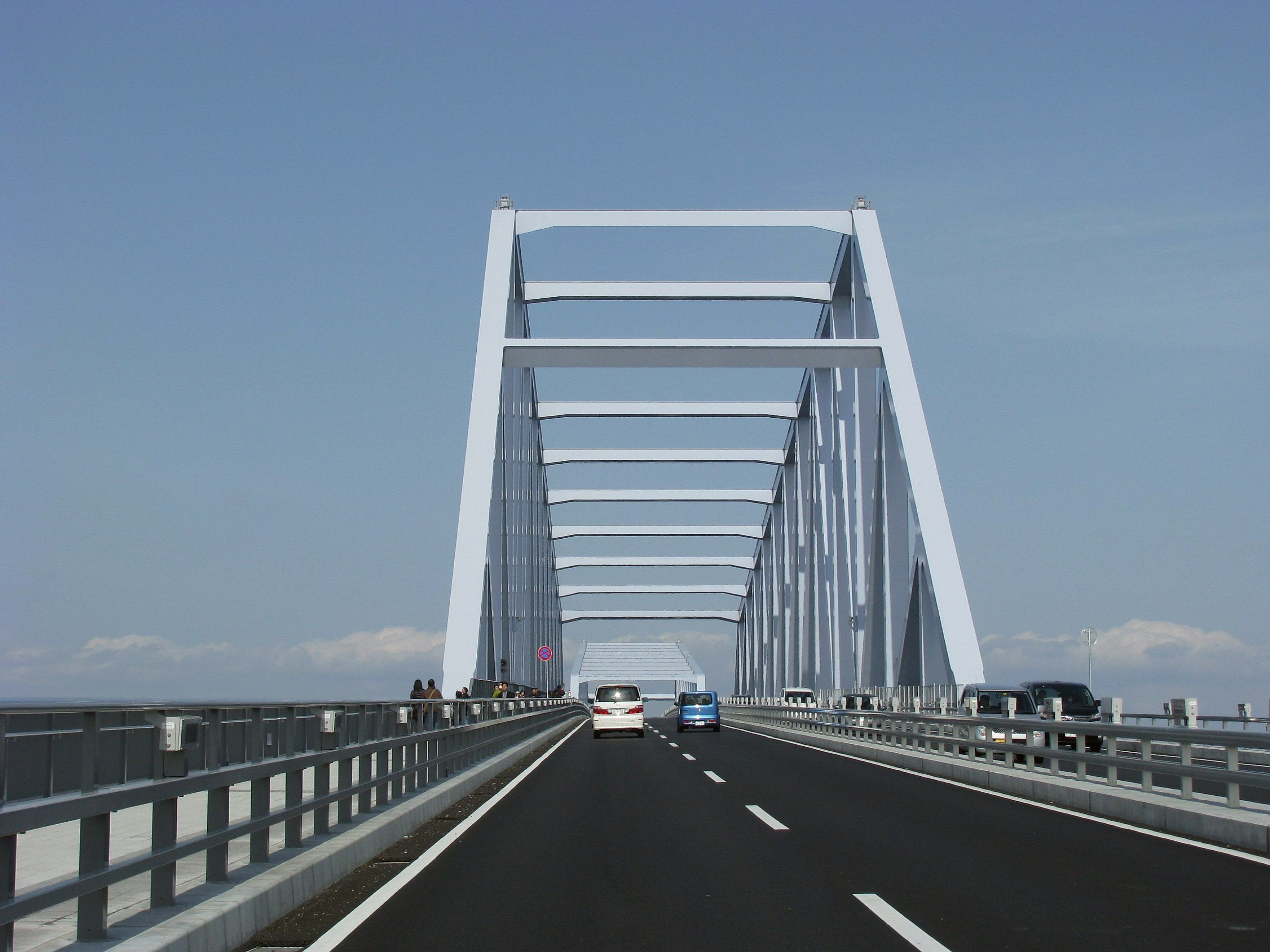
Cây cầu nhìn từ mặt đường
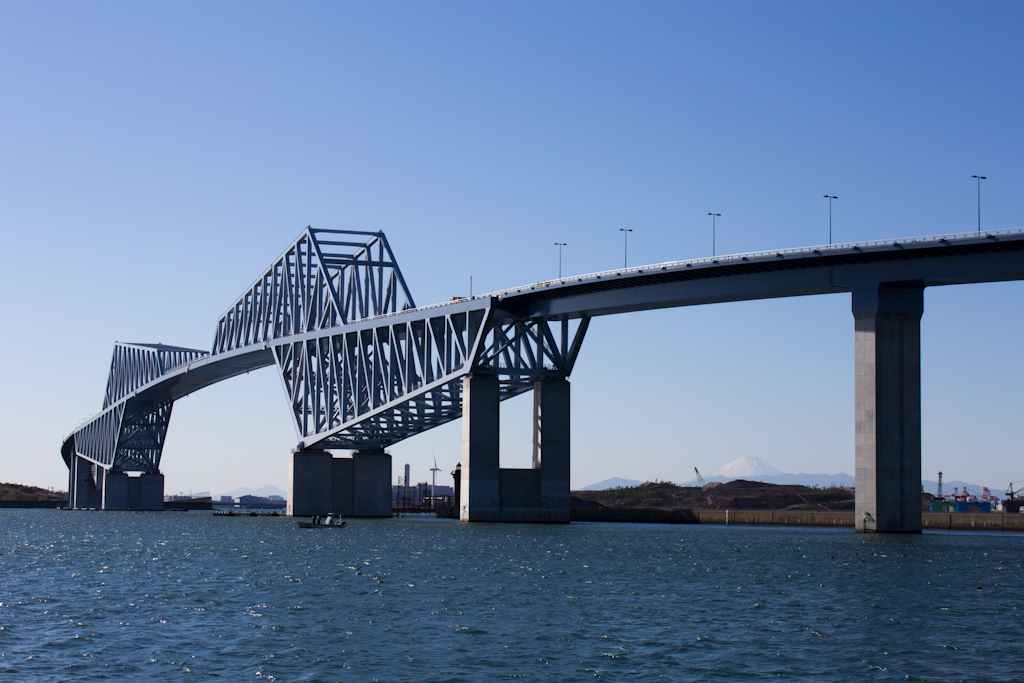
Nhịp chính của cầu
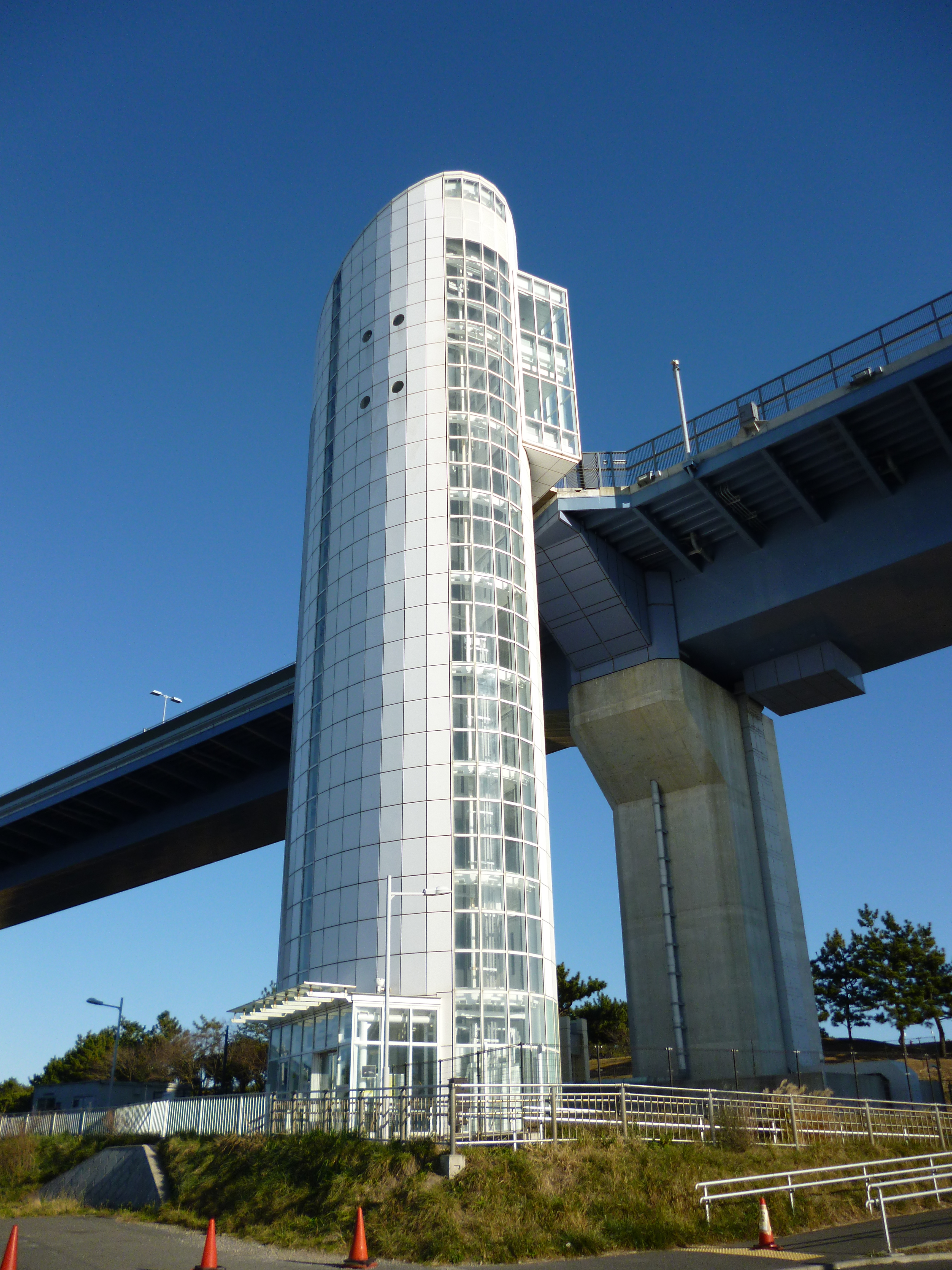
Hệ thống thang máy để tham quan
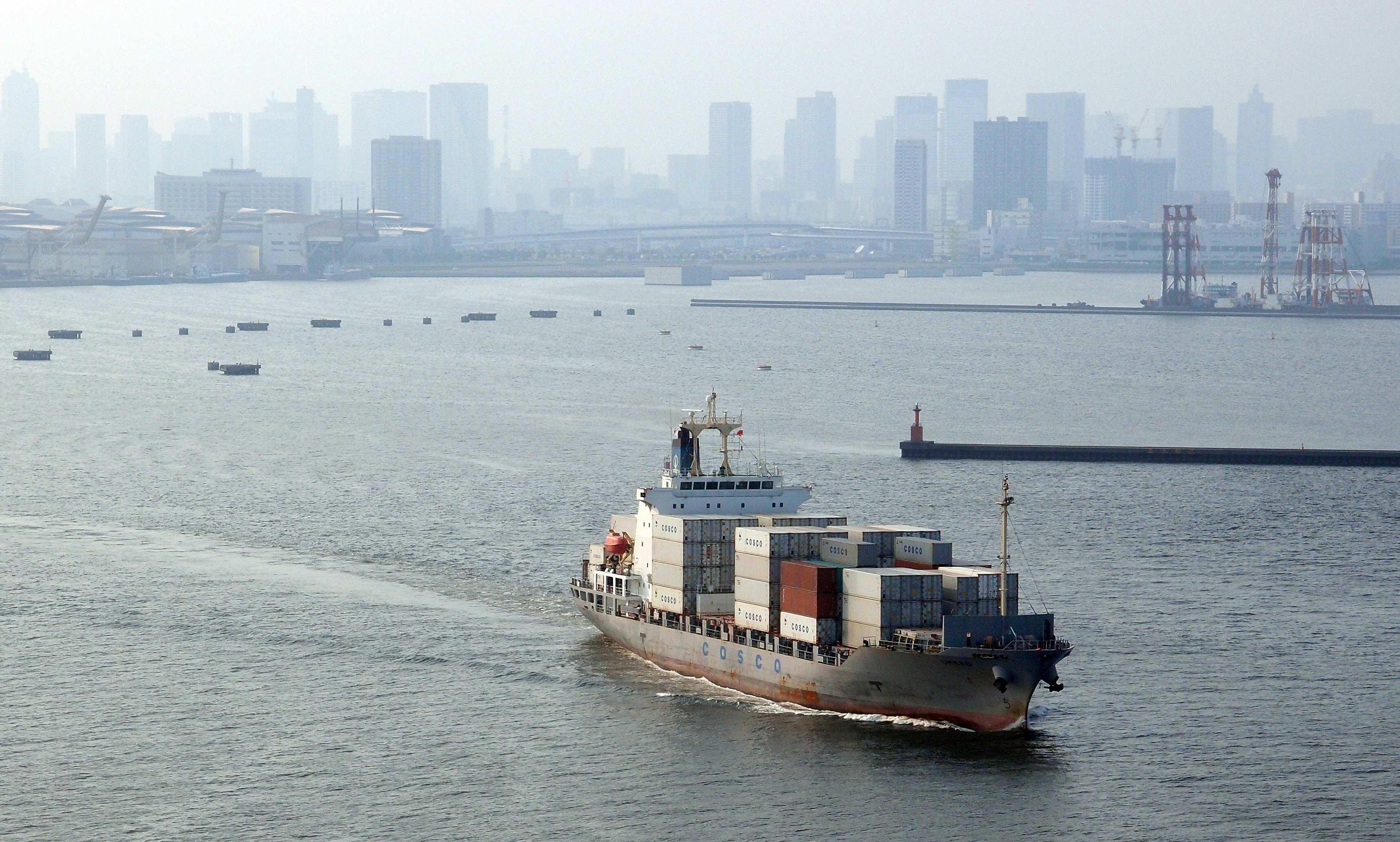
Cảng Tokyo nhìn từ cầu